# Contradanza (banda)
Contradanza se forma en el año 1998 este grupo de Andalucía, por músicos procedentes de Cádiz, Sevilla, Huelva y Córdoba, con una larga experiencia en el ámbito de la música tradicional, folk, flamenco, clásica, jazz, pop… Desde ese año ha participado en multitud de conciertos y festivales por España, Portugal, Marruecos… perfilando una propuesta musical partiendo desde la música folk, pero con una visión abierta e innovadora. En la actualidad cuenta con cuatro producciones discográficas: Mar de fondo (2003), Meridional (2006), Tentenelaire (2010) y El canto de la tripulación (2014).
Contradanza, presenta una perspectiva diferente de la música folk y tradicional, recogiendo influencias diversas y pasándolas por una batidora acústica: música tradicional, romances, flamenco, jazz, danzas renacentistas… hasta la cumbia o el ska.  Con especial atención a la revisión del romancero tradicional y al cancionero lírico popular andaluz, así como a la composición de temas propios en esta línea, desde el trabajo con textos de la nueva poesía española (Javier Egea, Ferrán Fernández, Pablo García Casado...) o de clásicos como Juan Ramón Jiménez

## Componentes
- Ricardo de Castro (guitarra, mandola, ukelele y voz),
- Fernando García Conde (batería y percusión étnica),
- Antón Ramírez (bajo y flauta y tambor)
- Luis Gómez "El canario" (saxos y flautas)
- Julio Castell (guitarra flamenca, guitarra eléctrica, ukelele y Buzuki)

Durante la primera época y en la grabación de Mar de fondo, Alberto Fernández se encargó de la viola y el violín.  Posteriormente han sido parte del grupo Rafa Álvarez (Acordeón, flautas y piano) y Jesús García (Violín, Buzuki y Mandolina) 

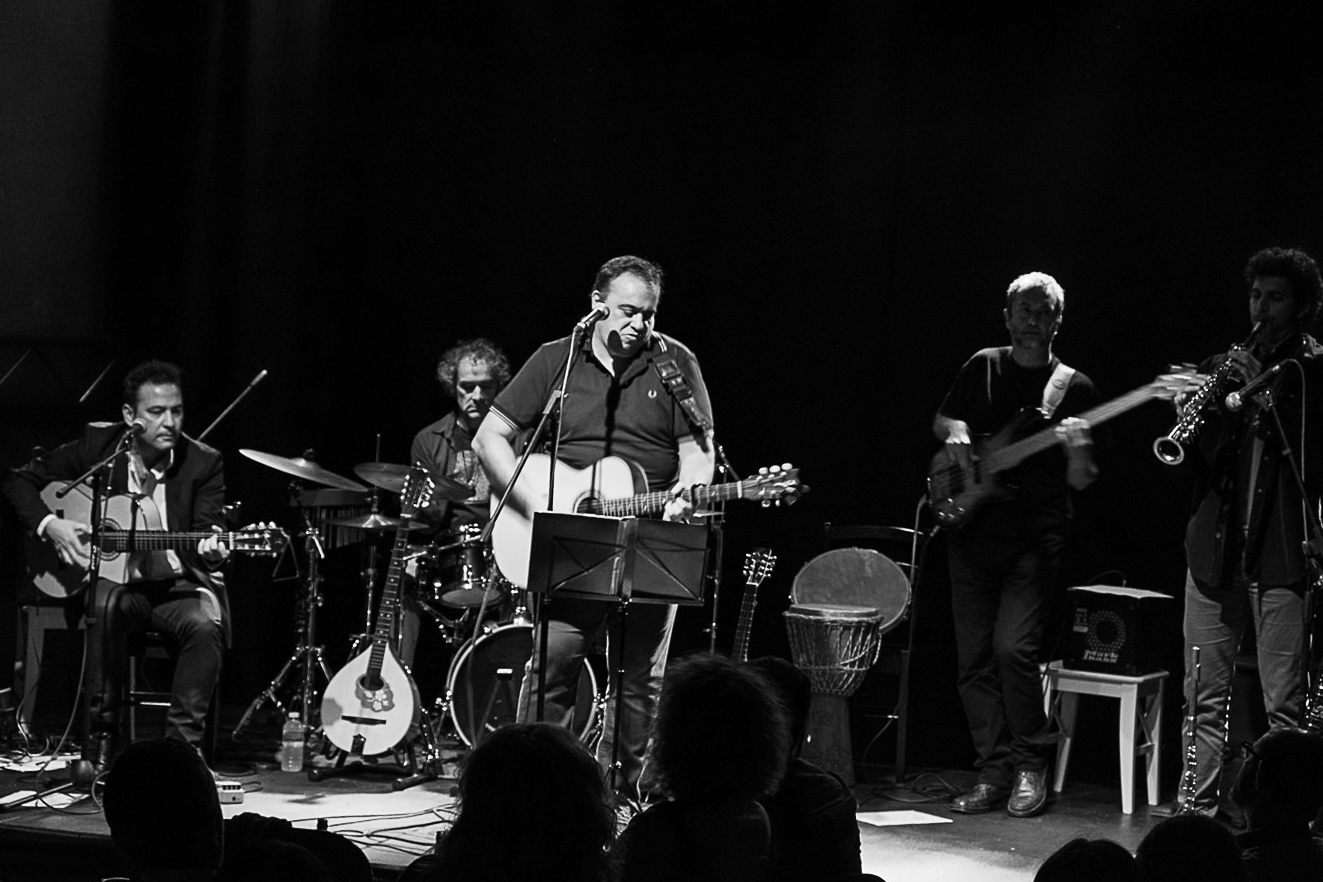
Foto Juanzalez

## Discografía
- Mar de Fondo (Galileo, 2003)
- Meridional (Galileo, 2006)
- Tentenelaire (Galileo, 2010)
- El canto de la tripulación (Etnom, 2014)